# Francine Landre
Francine Landre (Francia, 26 de julio de 1970) es una atleta francesa retirada especializada en la prueba de 4 × 400 m, en la que ha conseguido ser campeona europea en 1994.

## Carrera deportiva
En el Campeonato Europeo de Atletismo de 1994 ganó la medalla de oro en los relevos 4x400 metros, con un tiempo de 3:22.34 segundos, llegando a meta por delante de Rusia y Alemania, siendo sus compañeras de equipo: Evelyn Elien, Viviane Dorsile y Marie-José Pérec.